# Spheniscus demersus
Il pinguino africano (Spheniscus demersus Linnaeus, 1758), noto anche come pinguino del Capo o pinguino sudafricano, è una specie di pinguino appartenente al genere Spheniscus, originaria delle coste dell'Africa meridionale. Come tutti i pinguini esistenti, è incapace di volare, presenta un corpo aerodinamico e ali irrigidite e appiattite, trasformate in pagaie adatte alla vita in ambiente marino. Gli adulti pesano in media tra 2,2 e 3,5 kg e possono raggiungere un'altezza di 60-70 cm. Questa specie è caratterizzata da distintive chiazze di pelle rosa sopra gli occhi e da una "maschera" nera che ricopre quasi tutto il volto. La parte superiore del corpo è nera e nettamente delineata dalla parte inferiore bianca, che presenta macchie e una banda nera sul petto. Le ghiandole rosa sopra gli occhi aiutano questi uccelli nella termoregolazione: per far fronte alle variazioni di temperatura, il sangue viene inviato alle ghiandole, dove si raffredda grazie al contatto con l'aria.
Il pinguino africano è un predatore subacqueo e si nutre principalmente di pesci e calamari. Un tempo estremamente numeroso, le popolazioni selvatiche di pinguini africani stanno rapidamente diminuendo a causa di una combinazione di diverse minacce, e la specie è attualmente classificata come "in pericolo" nella Lista rossa IUCN. È una specie carismatica, molto popolare tra i turisti e in cattività, dove si riproduce facilmente. Altri nomi comuni con cui viene chiamata questa specie sono "pinguino dai piedi neri" e "pinguino ragliante", per via del suo richiamo simile a quello di un asino, sebbene anche diverse specie affini del Sud America producano un richiamo simile. Diverse colonie possono essere osservate lungo le coste di Sudafrica, Namibia, Angola, Repubblica Democratica del Congo, Gabon e Mozambico.

## Tassonomia
Il pinguino africano era una delle tante specie di uccelli originariamente descritte da Carl Linnaeus nella decima edizione del suo Systema Naturae del 1758, dove lo classificò come un albatro, basandosi sulla forma del becco e sulla morfologia delle narici, e gli assegnò il nome di Diomedea demersa. Il pinguino africano appartiene alla classe Aves e all'ordine Sphenisciformes. Fa parte della famiglia dei pinguini (Spheniscidae) ed è attualmente classificato come Spheniscus demersus. Il genere a cui appartiene, Spheniscus, deriva dalla parola greca sphen ("cuneo"), in riferimento alla forma affusolata del corpo. Il nome specifico, demersus, deriva invece dalla parola latina per "tuffarsi".
Il pinguino africano appartiene al gruppo dei pinguini fasciati, che fanno parte del genere Spheniscus. Gli altri pinguini fasciati, i parenti più stretti del pinguino africano, si trovano tutti principalmente nell'emisfero australe: il pinguino di Humboldt e il pinguino di Magellano, originari del Sud America meridionale, e il pinguino delle Galápagos, originario dell'Oceano Pacifico vicino all'Equatore. Tutte le specie si somigliano, distinguendosi principalmente per la forma e la lunghezza del becco, la colorazione e i motivi bianchi e neri del piumaggio.

## Descrizione

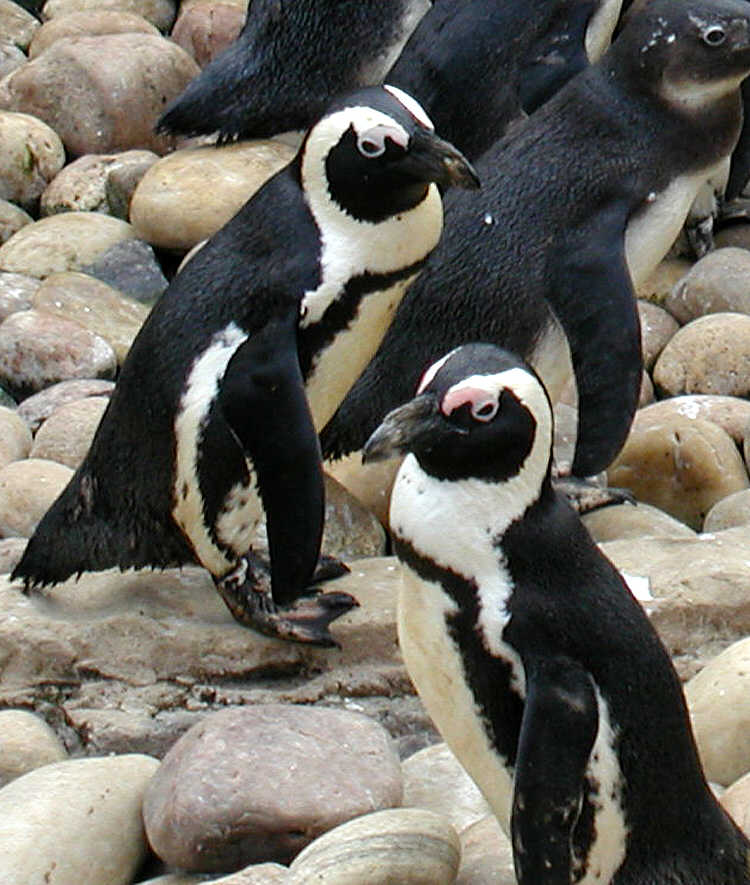
Pinguini africani, allo zoo di Bristol, Inghilterra

I pinguini africani possono raggiungere un'altezza di 60-70 centimetri e un peso compreso tra 2,2 e 3,5 kg. La lunghezza del becco varia considerevolmente, raggiungendo tra i 20 e i 30 centimetri. Questa specie è facilmente riconoscibile grazie alla fascia e alle macchie nere presenti sul petto, il cui motivo è unico per ogni individuo, simile alle impronte digitali umane. Le ghiandole sudoripare sopra gli occhi, che servono per la termoregolazione, raffreddando il sangue: quando la temperatura aumenta, il flusso sanguigno verso le ghiandole cresce, rendendole più rosa.
La specie presenta un leggero dimorfismo sessuale; i maschi sono leggermente più grandi delle femmine e hanno becchi più lunghi. I giovani si distinguono dagli adulti perché non presentano i motivi ben delineati del piumaggio adulto; le parti superiori sono scure e variano dal blu grigiastro al marrone, mentre le parti inferiori chiare mancano delle macchie e della fascia. Il becco dei giovani è più appuntito rispetto a quello del pinguino di Humboldt. La colorazione del pinguino africano è un esempio di mimetismo protettivo noto come "colorazione di contrasto": il ventre bianco è difficile da individuare dai predatori sott'acqua, mentre il dorso nero si confonde con le acque profonde quando osservato dall'alto.
I pinguini africani sono strettamente imparentati con i pinguini di Humboldt, di Magellano e delle Galápagos. Si distinguono facilmente da queste altre specie per la fascia nera spessa a forma di un ferro di cavallo capovolto sul petto. Presentano piedi e macchie nere la cui dimensione e forma variano per ogni individuo. I pinguini di Magellano, con cui spesso vengono confusi, presentano una doppia barra sulla gola e sul petto, mentre il pinguino africano ha una sola fascia. Questi pinguini sono anche chiamati "pinguini raglianti" per via dei loro richiami, che ricordano il raglio di un asino.

## Biologia

### Dieta
I pinguini africani si nutrono in mare aperto, dove catturano pesci pelagici come sardine e acciughe (in particolare l'acciuga dell'Africa australe), nonché invertebrati marini come calamari e piccoli crostacei, tra cui krill e gamberetti. Solitamente cacciano entro un raggio di 20 km dalla costa, e un singolo pinguino può consumare fino a 540 grammi di prede al giorno. Tuttavia, durante il periodo di allevamento dei pulcini, il consumo può superare 1 kg al giorno.
A causa del marcato declino delle popolazioni di sardine nelle acque vicine al loro habitat, la dieta dei pinguini africani si è parzialmente orientata verso le acciughe. Tuttavia, la disponibilità di sardine rimane un fattore determinante per la crescita della popolazione di pinguini e il loro successo riproduttivo. Sebbene le acciughe costituiscano una fonte di cibo accettabile, non rappresentano l'alimento ideale a causa del loro minor contenuto di grassi e proteine. La dieta dei pinguini varia nel corso dell'anno e, come per molti uccelli marini, l'interazione tra la scelta alimentare e il successo riproduttivo gioca un ruolo cruciale nel mantenimento delle dimensioni della popolazione.
Nonostante siano altamente dediti all'allevamento dei loro pulcini, i pinguini africani non mettono a rischio il proprio equilibrio nutrizionale durante i periodi di scarsità alimentare, anche se la caccia richiede maggiore impegno in termini di tempo ed energia. Tuttavia, questa strategia può portare a un aumento della mortalità infantile in condizioni di scarsa disponibilità di cibo.
Durante la pesca, i pinguini africani effettuano immersioni che in media raggiungono una profondità di 25 metri e durano circa 69 secondi. È stata però registrata una profondità massima di 130 metri e una durata massima di 275 secondi.

### Riproduzione

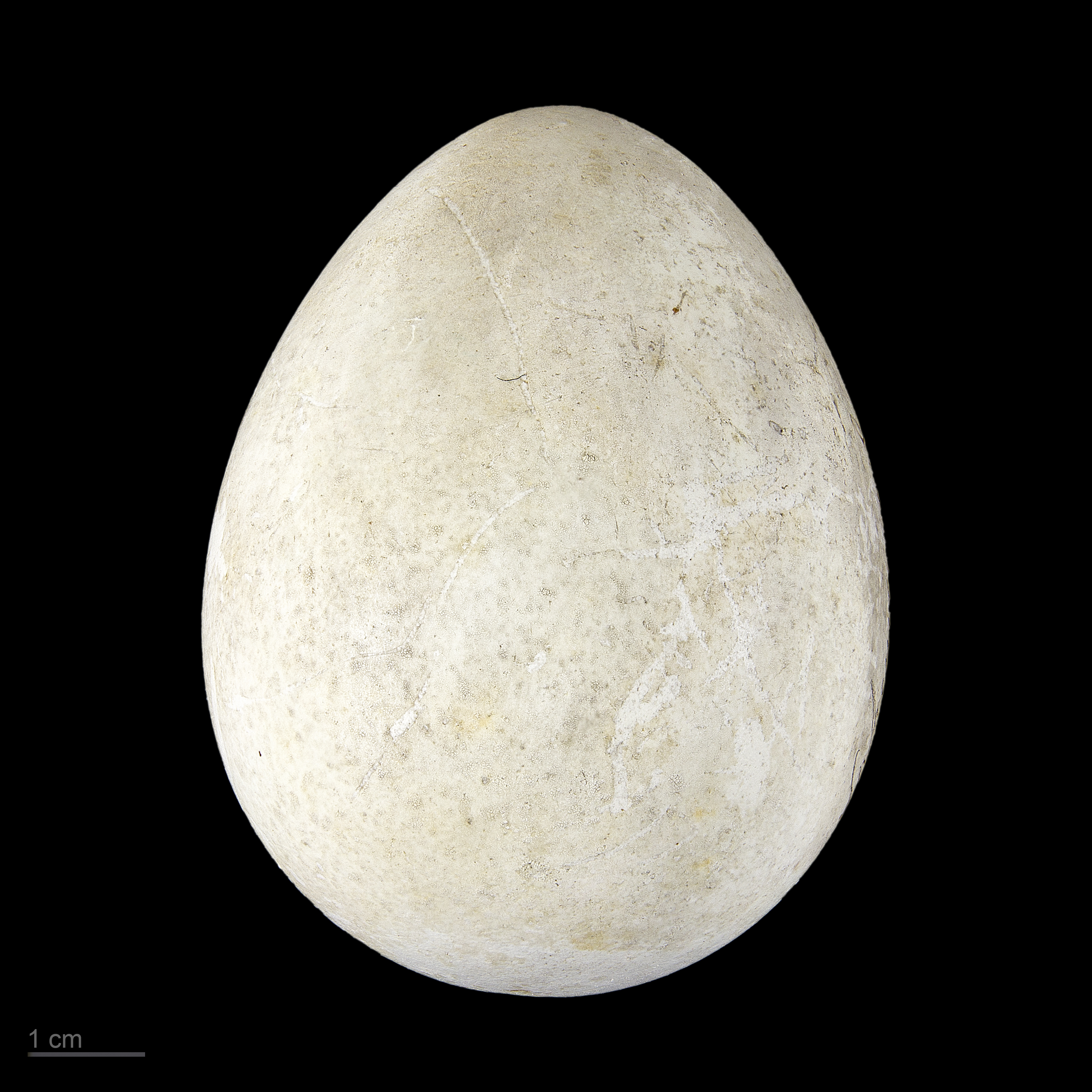
Uovo nella collezione del Museo Wiesbaden, Germania

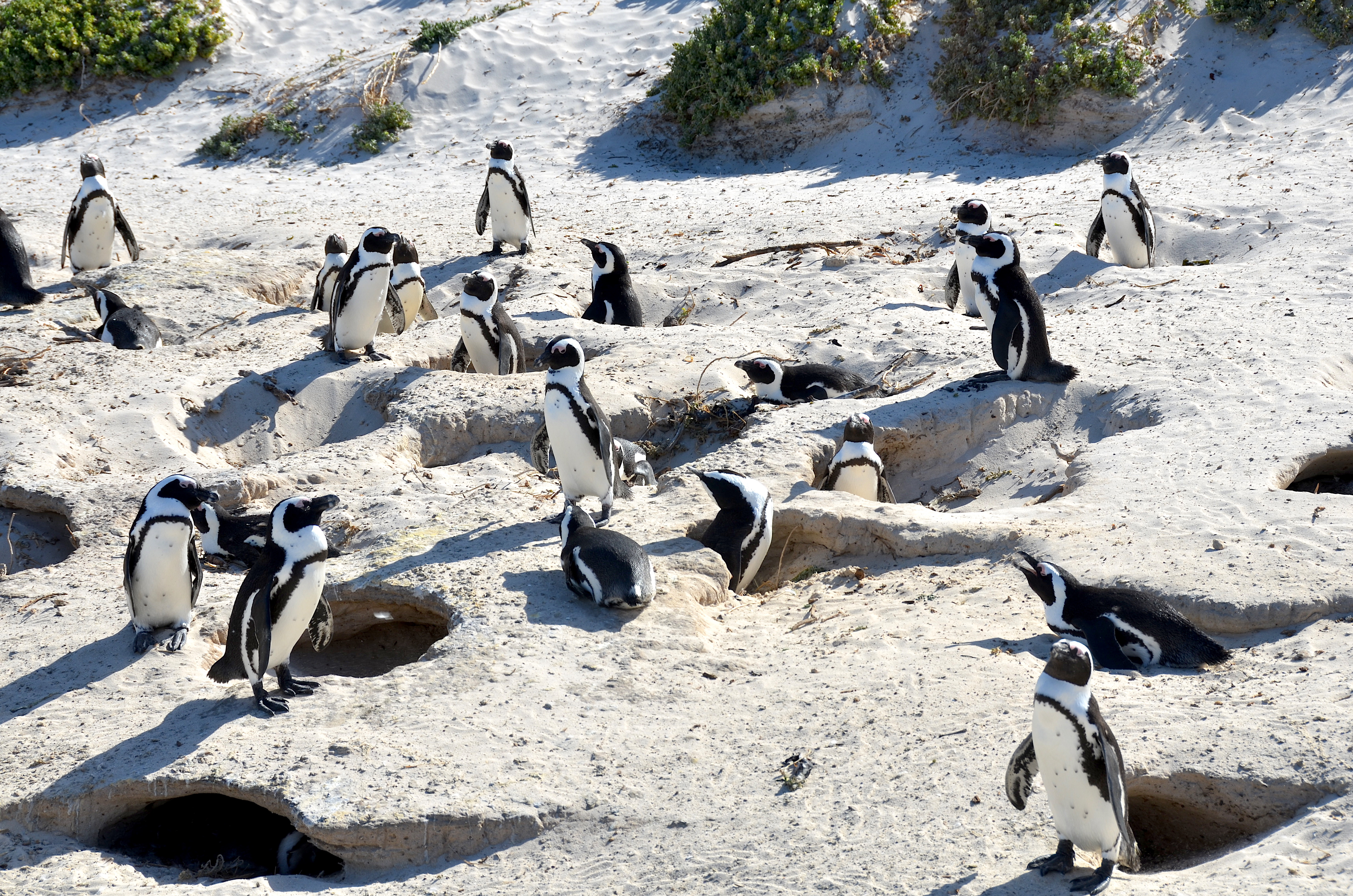
Tane di nidificazione dei pinguini africani, a Boulders Beach (2017)

Il pinguino africano è monogamo e si riproduce in colonie, con le coppie che tornano ogni anno nello stesso sito per accoppiarsi e accudire i pulcini. Questi uccelli hanno una stagione riproduttiva piuttosto lunga, con la nidificazione che raggiunge il suo picco da marzo a maggio in Sudafrica e da novembre a dicembre in Namibia. Il rituale di corteggiamento inizia solitamente con il maschio che si mette in mostra tramite esibizioni visive e uditive per attrarre una compagna. I movimenti di dondolamento del capo indicano solitamente il possesso del sito di nidificazione, per attirare le femmine o avvertire gli altri maschi. Successivamente, la coppia forma un legame reciproco; in questa fase il maschio emette un richiamo stridulo mentre estende il collo e il capo verso l'alto. Il corteggiamento si conclude con un inchino, durante il quale uno o entrambi i pinguini abbassano la testa con il becco rivolto verso il nido o le zampe del partner.
Il nido è generalmente costituito da una tana scavata nel guano, spesso situata sotto massi o cespugli, dove vengono deposte e covate in genere due uova. Entrambi i genitori si alternano nell'incubazione per circa 40 giorni. Come tutti i pinguini, anche il pinguino africano ha una placca incubatrice, un'area di pelle nuda alla base dell'addome che consente un trasferimento diretto di calore alle uova. Per il primo mese, almeno uno dei genitori rimane con i pulcini, che in seguito si uniscono a una sorta di "asilo nido" con altri piccoli, mentre entrambi i genitori trascorrono la giornata a cacciare in mare.
I pulcini si involano tra i 60 e i 130 giorni, a seconda delle condizioni ambientali e della disponibilità di cibo. Una volta pronti, si avventurano in mare da soli, dove trascorrono da uno a due anni prima di tornare alla colonia natale per mutare nel piumaggio adulto.
Durante la muta, i pinguini africani non possono pescare in mare poiché le nuove piume non sono ancora impermeabili. Pertanto, digiunano per l'intera durata della muta, che in genere dura circa tre settimane. In questo periodo, perdono fino alla metà del loro peso corporeo, bruciando le riserve di grasso accumulate.
I pinguini africani trascorrono la maggior parte della loro vita in mare, tornando sulla terra solo per riprodursi. Le femmine rimangono fertili per circa 10 anni. A causa dell'elevata predazione sulla terraferma, preferiscono nidificare su isole al largo, dove sono più protetti da mammiferi predatori e disastri naturali. In genere si riproducono durante l'inverno, quando le temperature sono più fresche. Se le uova si surriscaldano al sole cocente, i pinguini tendono ad abbandonarle, e queste non sopravvivono mai. Le uova, che sono tre o quattro volte più grandi di quelle di gallina, vengono idealmente incubate in tane scavate nel guano, che garantiscono una temperatura stabile. Tuttavia, la rimozione dei depositi di guano da parte degli esseri umani ha reso questa pratica impraticabile in molte colonie. Di conseguenza, i pinguini hanno iniziato a scavano tane nella sabbia, a nidificare sotto rocce o cespugli, o a utilizzare le cassette nido fornite dalle comunità locali.
I genitori trascorrono tre settimane a prendersi cura dei pulcini, dopodiché questi ultimi vengono lasciati soli durante il giorno mentre i genitori cacciano in mare. Questo periodo è critico, poiché i pulcini sono più esposti ai predatori e al sole cocente. I genitori li nutrono solitamente all'alba o al tramonto.
Nel 2015, nella colonia di Bird Island, condizioni di foraggiamento favorevoli hanno portato alla nascita di un numero maggiore di pulcini maschi rispetto alle femmine. Inoltre, i pulcini maschi mostravano tassi di crescita e massa al momento dell'involo più elevati, con una maggiore sopravvivenza post-involo rispetto alle femmine. Questa disparità, unita alla maggiore mortalità femminile negli adulti, potrebbe portare a un rapporto sfavorevole tra i sessi, suggerendo la necessità di strategie di conservazione mirate a incrementare la popolazione femminile.

### Predatori
La durata media della vita di un pinguino africano varia da 10 a circa 25 anni in natura, mentre in cattività può arrivare fino a 30 anni.
I principali predatori dei pinguini africani in mare sono grandi predatori marini, come squali, orche e otarie orsine del Capo. Durante la nidificazione, sia gli adulti che i pulcini possono essere vittime di predatori terrestri, tra cui gabbiani del Kelp, genette del Capo, manguste, caracal, sciacalli dalla gualdrappa, iene bruna, oltre a cani e gatti domestici. La mortalità causata da predatori terrestri è particolarmente elevata quando i pinguini sono costretti a nidificare all'aperto, in assenza di tane o nidi adeguati.

## Distribuzione e habitat

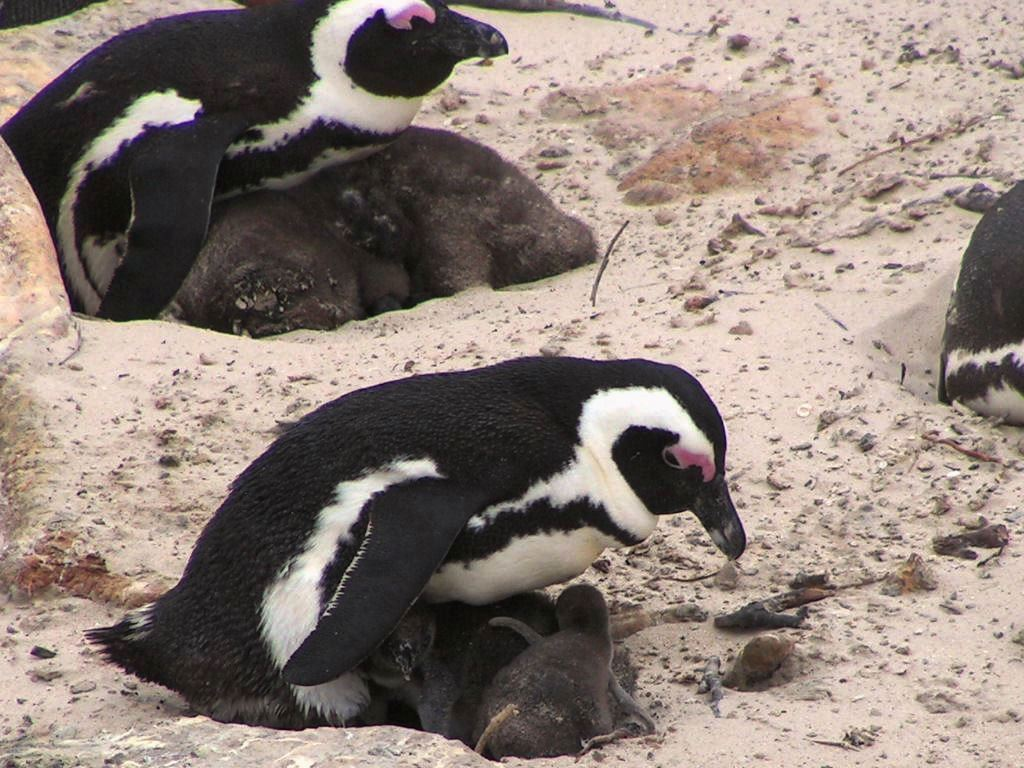
Un esemplare con i suoi pulcini, Boulders Beach, Sudafrica

Il pinguino africano si trova esclusivamente lungo la costa sud-occidentale dell'Africa, vivendo in colonie distribuite su 24 isole tra la Namibia e la baia di Algoa, nei pressi di Port Elizabeth, in Sudafrica. È l'unica specie di pinguino che nidifica in Africa, e la sua presenza ha dato il nome alle cosiddette Isole dei Pinguini.
Esistono due colonie principali che nidificano sulla terraferma, fondate negli anni '80 nei pressi di Cape Town: una a Boulders Beach, vicino a Simon's Town, e l'altra a Stony Point, a Betty's Bay. È probabile che queste colonie continentali siano diventate possibili solo di recente, grazie all'intervento umano che ha ridotto la presenza di predatori nelle aree costiere. Tuttavia, la colonia di Betty's Bay è stata occasionalmente attaccata da leopardi. L'unica altra colonia continentale si trova in Namibia, ma la data della sua fondazione è sconosciuta.
Boulders Beach è oggi una popolare attrazione turistica, nota per le sue ampie spiagge e la possibilità di osservare da vicino i pinguini che le abitano. I pinguini africani, infatti, consentono alle persone di avvicinarsi fino a un metro di distanza.
Questa specie si riproduce facilmente in cattività negli zoo di tutto il mondo, ma non esistono colonie selvatiche al di fuori della costa sud-occidentale dell'Africa. È tuttavia possibile, sebbene raro, avvistare esemplari vaganti, per lo più giovani, si spingono oltre il loro areale abituale.

### Popolazione
All'inizio del XIX secolo si stimava che esistessero circa 4 milioni di pinguini africani. Degli 1,5 milioni di esemplari presenti nel 1910, solo circa il 10% era rimasto alla fine del XX secolo. Le popolazioni di pinguini africani, che si riproducono in Namibia e Sudafrica, hanno subito un declino del 95% rispetto ai livelli preindustriali.
Oggi, la riproduzione di questa specie è in gran parte limitata a 24 isole situate tra la Namibia e la baia di Algoa, in Sudafrica, con la colonia di Boulders Beach come eccezione a questa regola.
Nel 2000, la popolazione totale di pinguini africani era scesa a circa 150.000-180.000 esemplari. Di questi, 56.000 appartenevano alla colonia dell'isola Dassen e 14.000 alla colonia di Robben Island. La colonia di Dyer Island, in Sudafrica, è passata da 46.000 esemplari all'inizio degli anni '70 a soli 3.000 individui nel 2008. Nello stesso anno, si stimava che in Namibia vivessero circa 5.000 coppie riproduttive.
Nel 2010, la popolazione totale di pinguini africani era stimata a 55.000 esemplari. Al ritmo di declino osservato tra il 2000 e il 2010, si prevedeva che il pinguino africano potesse estinguersi in natura entro il 2026. Nel 2012, si stimava la presenza di circa 18.700 coppie riproduttive in Sudafrica, la maggior parte delle quali sull'isola di St. Croix nella baia di Algoa.
Nel 2019, la popolazione riproduttiva totale, sia in Sudafrica che in Namibia, ha raggiunto un minimo storico, con circa 20.850 coppie rimaste.

## Minacce

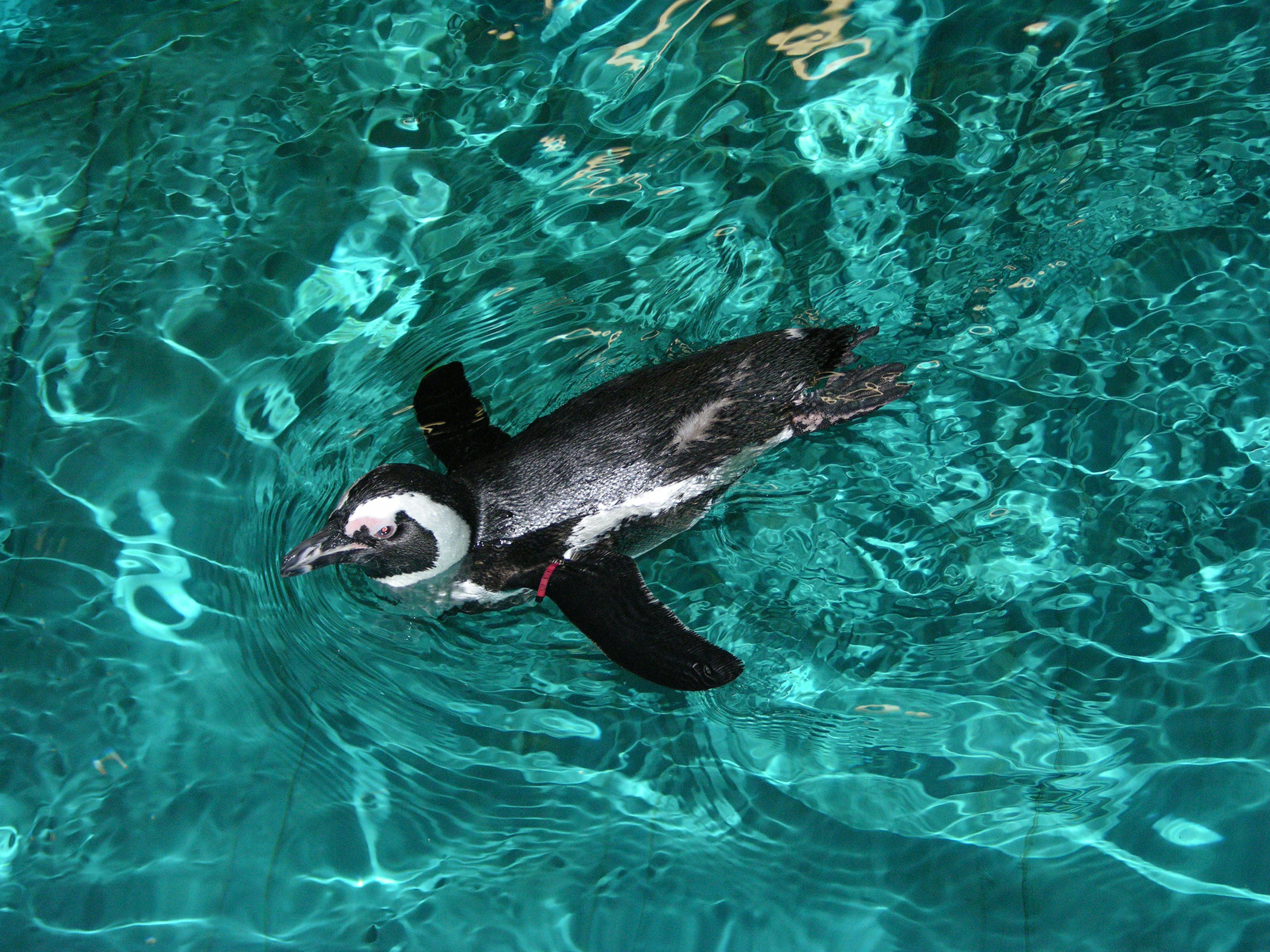
Pinguino africano al New England Aquarium, Boston, Massachusetts, USA

### Sfruttamento storico
Le uova di pinguino africano erano considerate una prelibatezza e venivano raccolte e consumate fino agli anni '70. Negli anni '50, le uova venivano raccolte dall'isola Dassen e vendute nelle città vicine. Solo nel 1953 furono raccolte circa 12.000 uova. Alla fine degli anni '50, alcuni chef francesi mostrarono interesse per ricette che includevano le uova di pinguino africano raccolte dalle isole al largo della costa occidentale del Sudafrica, ordinando annualmente piccole quantità.
A metà degli anni '60, le uova venivano raccolte a migliaia e vendute a dozzine, con ogni cliente limitato a un massimo di due dozzine di uova. La pratica prevedeva la distruzione delle uova trovate pochi giorni prima della raccolta, per garantire che solo quelle appena deposte venissero vendute.
Questa attività contribuì significativamente al drastico declino della popolazione di pinguini africani lungo la costa del Capo. Il declino fu ulteriormente aggravato dalla rimozione del guano dalle isole, utilizzato come fertilizzante. Tale pratica privò i pinguini del materiale di scavo necessario per scavare e costruire i loro nidi, causando un impatto negativo sulle loro possibilità di riproduzione.

### Fuoriuscite di petrolio
I pinguini africani sono particolarmente vulnerabili all'inquinamento del loro habitat causato da prodotti petrolchimici derivanti da sversamenti, naufragi e pulizia delle petroliere in mare. Resoconti di pinguini africani colpiti dal petrolio risalgono già agli anni '30. L'esposizione può essere sia cronica (piccoli scarichi di petrolio ad alta frequenza) sia acuta (disastri marittimi con rilascio di grandi quantità di greggio in un unico evento). Questo problema colpisce molte specie di pinguini nell'emisfero meridionale.
Nel 1948, la petroliera Esso Wheeling affondò, rilasciando un'enorme quantità di petrolio che uccise migliaia di pinguini della colonia di Dyer Island. Nel 1953, diversi pinguini furono trovati morti tra una moltitudine di uccelli e altre forme di vita marina arenate, a seguito di una perdita dalla petroliera Sliedrecht vicino alla Baia della Tavola. Successivamente, nel 1971, la fuoriuscita di petrolio della SS Wafra colpì nuovamente la colonia di Dyer Island, e nel 1972, circa 500 pinguini furono colpiti dal petrolio fuoriuscito durante la collisione tra la Oswego-Guardian e la Texanita. Negli anni '70, i rapporti indicavano che l'inquinamento da petrolio stava uccidendo decine di migliaia di pinguini africani. A quel tempo, la colonia di Dassen Island era attraversata ogni mese da circa 650 petroliere, a causa del blocco del Canale di Suez.
Nel 1979, a seguito di una fuoriuscita di petrolio, 150 pinguini africani di St. Croix Island vicino a Port Elizabeth vennero soccorsi, ripuliti e rilasciati con successo, con alcuni che tornarono rapidamente a St. Croix, sorprendendo gli scienziati. Nel 1983, una fuoriuscita di petrolio causata dalla Castillo de Bellver minacciò i pinguini di Dassen Island, ma la direzione del vento e delle correnti limitò i danni, colpendo principalmente le sule.
Un grave disastro si verificò nel 1994 con l'affondamento della MV Apollo Sea e la successiva marea nera, durante la quale furono raccolti e ripuliti 10.000 pinguini, ma meno della metà sopravvisse. Un evento ancor più drammatico accadde il 23 giugno 2000, quando la nave cisterna MV Treasure affondò tra Robben Island e Dassen Island, rilasciando 400-1.000 tonnellate di olio combustibile. L'incidente ricoprì di petrolio 19.000 pinguini adulti, durante una delle migliori stagioni riproduttive mai registrate. Altri 19.500 pinguini non ancora colpiti vennero trasferiti a circa 800 km di distanza per prevenire ulteriori danni, dando il tempo di ripulire le acque e le coste. Questo straordinario salvataggio coinvolse decine di migliaia di volontari ed è considerato il più grande salvataggio di animali nella storia, con oltre il 91% dei pinguini riabilitati e rilasciati con successo.
Grazie ai progressi nella riproduzione in cattività in zoo e acquari, il pinguino africano è considerato un buon candidato per programmi di ripopolamento in natura. Tuttavia, la diffusione di nuove malattie, come la malaria aviaria, rappresenta un ostacolo significativo. Portare i pinguini nell'entroterra durante i processi di riabilitazione li espone a vettori di malattie, come le zanzare, responsabili del 27% dei decessi tra i pinguini riabilitati ogni anno.
Dal 2016, piccole fuoriuscite di petrolio (meno di 400 litri) si sono verificate nel porto di Ngqura, a causa delle attività di bunkeraggio. Queste fuoriuscite hanno colpito centinaia di pinguini africani a causa della vicinanza del porto alle colonie di St. Croix Island e agli habitat di altri uccelli marini sulle isole vicine di Jahleel e Brenton.

### Competizione con i pescatori
La pesca commerciale di sardine e acciughe, le due principali prede dei pinguini africani, ha costretto questi ultimi a spingersi sempre più lontano dalla costa per trovare cibo, oltre a dover adattarsi nutrendosi di prede meno nutrienti. È stato dimostrato che limitare la pesca commerciale nelle immediate vicinanze dei siti di nidificazione, come Robben Island, anche per brevi periodi (ad esempio, tre anni), migliora significativamente il successo riproduttivo dei pinguini. Attualmente, si stanno valutando periodi di chiusura più lunghi e l'estensione delle restrizioni alla pesca vicino ad altre colonie di pinguini africani.

## Conservazione

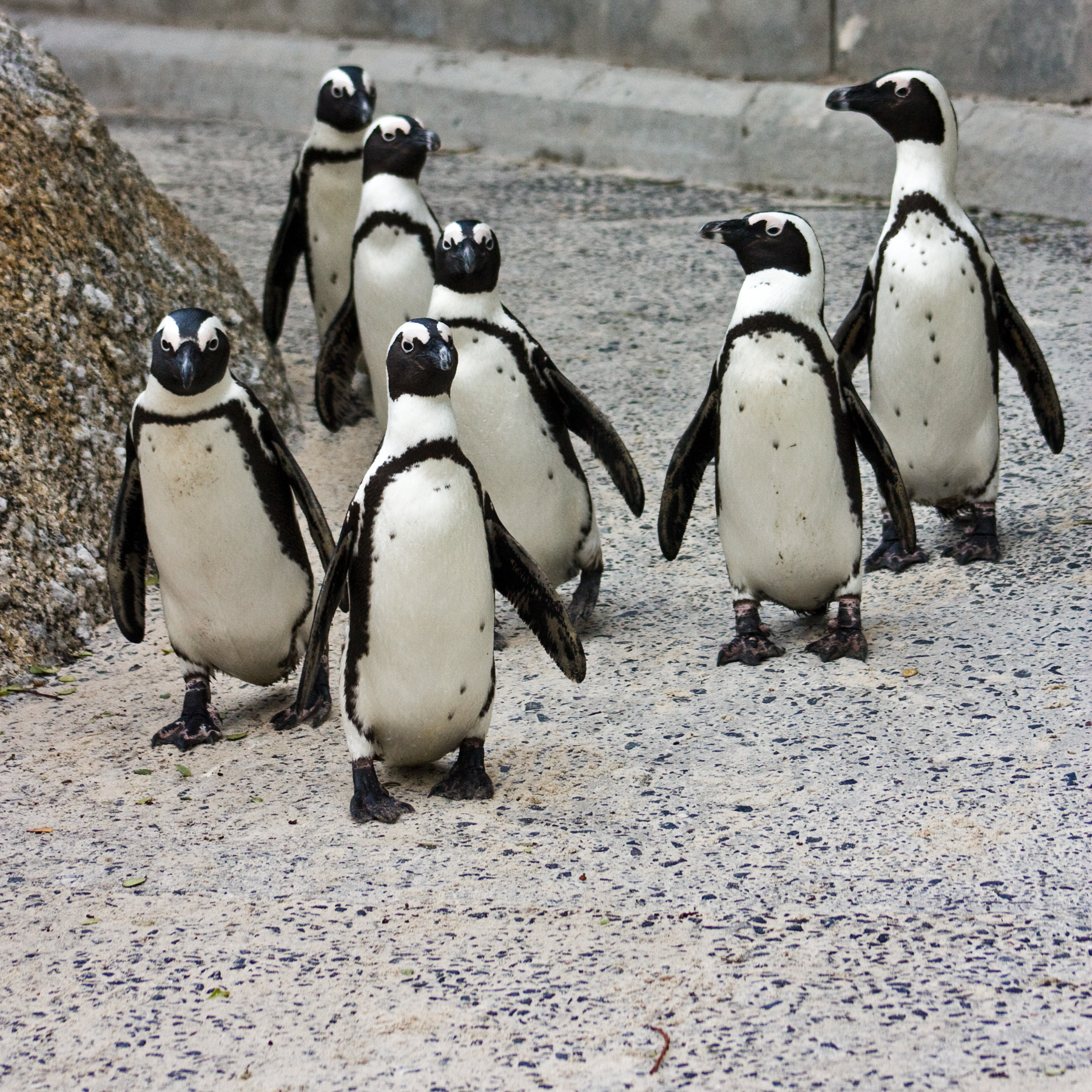
Un gruppo di pinguini africani mentre passeggia nell'area urbana vicino a Boulders Beach, Sudafrica

Il pinguino africano è una delle specie protette dall'Accordo sulla conservazione degli uccelli acquatici migratori dell'Africa-Eurasia (AEWA). Nel settembre 2010, la specie è stata elencata come in pericolo di estinzione ai sensi dell'Endangered Species Act degli Stati Uniti. A partire dal 2018, il pinguino africano è ufficialmente classificato come in pericolo nella Lista Rossa IUCN. Attualmente, la popolazione selvatica è stimata a circa 50.000 individui, con una tendenza in diminuzione.
Numerose organizzazioni, tra cui SANCCOB, Dyer Island Conservation Trust, SAMREC e Raggy Charters in collaborazione con il Penguin Research Fund di Port Elizabeth, stanno lavorando per arrestare il declino della specie. Le misure adottate includono: il monitoraggio della popolazione, l'allevamento manuale e il rilascio di pulcini abbandonati, la costruzione di nidi artificiali e l'istituzione di riserve marine con divieti di pesca. Si sospetta inoltre che alcune colonie, come quella di Dyer Island, subiscano forti pressioni dalla predazione da parte delle otarie orsine del Capo. In questi casi, l'abbattimento di singoli esemplari problematici potrebbe rappresentare una soluzione efficace, come dimostrato da simulazioni gestionali, sebbene richieda un notevole impegno di gestione.
Fondata nel 1968, SANCCOB è l'unica organizzazione autorizzata dal governo sudafricano a rispondere alle emergenze che coinvolgono gli uccelli marini lungo la costa sudafricana. È riconosciuta a livello internazionale per il suo intervento durante la fuoriuscita di petrolio della MV Treasure. Un'analisi condotta nel 2003 dal FitzPatrick Institute of African Ornithology dell'Università di Città del Capo ha evidenziato che gli sforzi di riabilitazione di SANCCOB hanno aumentato la popolazione di pinguini africani del 19% rispetto a quanto sarebbe stato senza tali interventi.
Nel febbraio 2015, il Dyer Island Conservation Trust ha inaugurato l'African Penguin and Seabird Sanctuary (APSS) a Gansbaai, in Sudafrica. L'apertura è stata presieduta dall'allora ministro del turismo Derek Hanekom. Il centro funge da hub per la ricerca sugli uccelli marini, organizza progetti educativi locali, ospita volontari marittimi internazionali e lavora per migliorare le tecniche di gestione degli uccelli marini e i protocolli di riabilitazione.

### In cattività

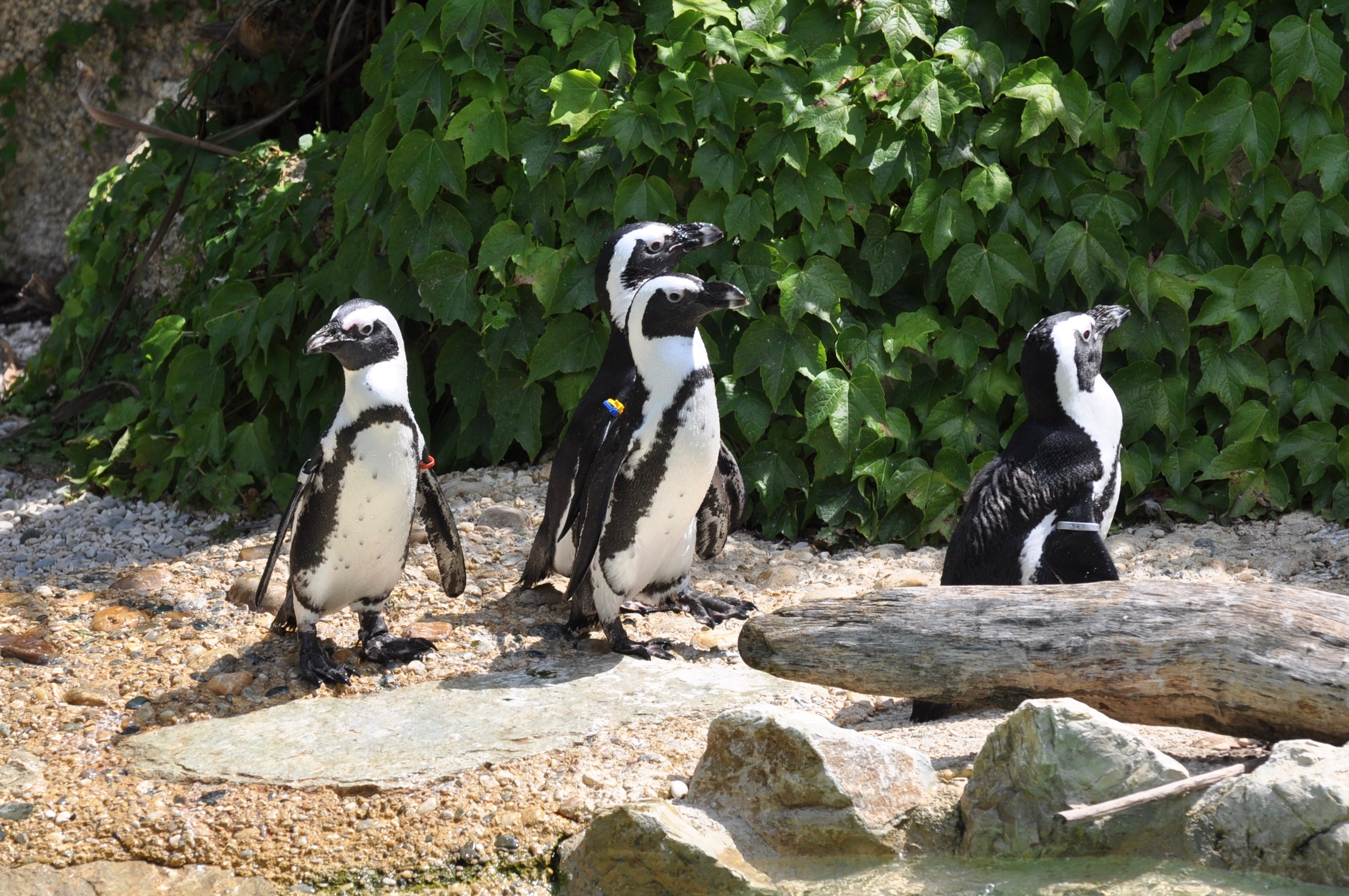
Pinguini africani al giardino zoologico di Pistoia

I pinguini africani sono una specie comunemente ospitata negli zoo di tutto il mondo. Poiché non richiedono temperature particolarmente basse, vengono spesso tenuti in habitat esterni. Si adattano bene alla vita in cattività e, rispetto ad altre specie della famiglia, sono relativamente facili da allevare.
In Europa, il programma di allevamento EAZA (European Association of Zoos and Aquaria) è gestito dall'Artis Royal Zoo nei Paesi Bassi, mentre negli Stati Uniti il programma SSP (Species Survival Plan) è coordinato dall'AZA (Association of Zoos and Aquariums). L'obiettivo di questi programmi è quello di creare una popolazione in cattività di riserva e contribuire alla conservazione della specie nel loro habitat naturale.
Tra il 2010 e il 2013, gli zoo americani hanno investito circa 300.000 dollari in progetti di conservazione in situ per sostenere la popolazione selvatica di pinguini africani.